# Al·losàurids
Els al·losàurids (Allosauridae) foren una família de dinosaures teròpodes carnívors de mida mitjana-gran. Visqueren durant els períodes Juràssic superior i Cretaci inferior. La família incloïa els gèneres Saurophaganax, Allosaurus, i el poc conegut Antrodemus. Algunes innovacions evolutives clau dels al·losàurids són la cara uniformement arrodonida, la punta medialment aplanada del maxil·lar inferior, uns alvèols dentals que s'estenien fins al darrere de la cara, un crani expandible, una morfologia esvelta però robusta, potes llargues i compactes, cues rígides i una "bota" expandida a l'extrem del pubis.